# Govinda (Kula Shaker)
Govinda è il quarto singolo del gruppo rock britannico Kula Shaker, tratto dal loro album di debutto, K.
Pubblicato l'11 novembre 1996, ha raggiunto la settima posizione nelle classifica dei singoli del Regno Unito, finora unica canzone in sanscrito ad entrare nelle prime dieci posizioni della graduatoria. La canzone presenta anche l'uso di strumenti musicali della tradizione indiana quali tabla e tambura.

## Testo
Il testo è basato su una tradizionale invocazione a Kṛṣṇa/Visnù. La stessa invocazione è stata usata per un brano registrato da George Harrison nel 1970, ma con musica completamente diversa.

## Video musicale
Il videoclip, diretto da Michael Geoghegan, alterna immagini della band con quelle di Kṛṣṇa e le gopī.

## Classifiche
| Classifica (1996) | Posizione massima |
| ----------------- | ----------------- |
| Regno Unito       | 7                 |
| Irlanda           | 23                |